# Pitfall!
Pitfall! är ett tv-spel som släpptes av Activision till Atari 2600 år 1982. Det är ett av de bäst säljande spelen till Atari 2600, och sålde över 4 miljoner exemplar.

## Spelsätt
Spelaren måste styra en figur vid namn Pitfall Harry genom en labyrintliknande djungel. Målet är att samla 32 skatter inom en tjugominutersperiod, under tiden som spelaren undviker diverse fiender och tar sig förbi hinder såsom kvicksand, vattenhål, och så vidare. Spelaren undviker hinder genom att klättra, springa och ducka, och kan på speciella ställen svinga sig förbi hinder i lianer.

## Historik och utveckling
Pitfall! skapades av programmeraren David Crane, under tidigt 1980-tal, medan han var anställd på Activision. Spelet visade på för tiden tekniska framsteg inom tv-spelsbranschen, i det att grafiken i spelet var ovanligt färgglad och animerad jämfört med andra spel på konsolen. Pitfall! blev också en stor succé på Atari 2600, och spelet portades till flera olika hemdatorsystem, såsom Commodore 64, Atari 800 och TRS-80 Color Computer, samt tv-spelskonsoler såsom Colecovision och Intellivision.